# Seychelle-szigeteki pápaszemesmadár
A Seychelle-szigeteki pápaszemesmadár (Zosterops modestus) a madarak osztályának verébalakúak (Passeriformes) rendjébe és a pápaszemesmadár-félék (Zosteropidae) családjába tartozó faj.

## Rendszerezése
A fajt Edward Newton brit ornitológus írta le 1837-ben.

## Előfordulása
A Seychelle-szigeteken őshonos faj. 
Természetes élőhelyei a szubtrópusi és trópusi cserjések, síkvidéki és hegyi esőerdők, valamint ültetvények és vidéki kertek. Állandó nem vonuló faj.

## Megjelenése
Testhossza 10-11 centiméter. Tollazata a teste felső részén olajbarna, a hasi oldala világosabb.

## Életmódja
Rovarokkal, gyümölcsökkel és nektárral táplálkozik.

## Szaporodása
Csésze alakú fészkét vékony növényi anyagból készíti. Fészekalja 2-3 halványkék tojásból áll.

## Természetvédelmi helyzete
Az elterjedési területe ugyan kicsi, egyedszáma viszont lassan növekvő tendenciát mutat. 
Korábban a szigetcsoport északi gránitszigetein elég elterjedt fajnak számított. Az élőhelyinek számító erdők kiirtása, a betelepített madárfajokkal (elsősorban a pásztormejnóval) való táplálék és fészkelőhely konkurencia és a vadászat miatt nagyon megritkult, sőt 1935 és 1960 között kihalását is feltételezték. Ekkor fedezték fel egy nagyon csekély létszámú túlélő populációja Mahé szigetének egyik hegyvidéki erdőfoltjában. Állományai nem nőttek jelentősen, 1996-ban is csak 25-35 egyedre becsülték egyedszámát, így akkoriban egyike volt a legritkább madárfajoknak. Nagy előrelépés volt a faj fennmaradásában amikor 1997-ben Conception szigetén egy 250 egyedesre becsült populációját felfedezték a tudósok. Több más a szigeteken endemikus fajhoz hasonlóan a pápaszemes madarat is betelepítették a szigetcsoport kisebb, ragadozómentes szigeteire. Először 2001-ben Frégate szigetére telepítettek be 30 madarat. Ez a szám mára megduplázódott a szigeten. Később más szigeteket is bevontak a programba. 
A Conception szigeti állomány is lassú gyarapodásnak indult, nagyjából 350 madár élhet a szigeten.
A faj összpopulációja megközelíti az 500 egyedet. 
A Természetvédelmi Világszövetség Vörös listáján Sebezhető fajként szerepel.